# 혜진이
혜진이(1988년 8월 3일 ~ )는 대한민국의 가수다. 2018년 노래 '넘버 원'으로 데뷔했다.

## 방송
- 라이브온 시즌2 스폐셜 mc (2022)
- 더 트롯쇼 -맛보고가세요 (2022)
- 더 트롯쇼 -잔인한 사랑 with 숙행,임준혁 (2022)
- 전국탑텐가요쇼 <양양편><양구편> (2022)
- 아이넷 음색 (2022)
- 트롯신이 떴다 2 (2020) - Top30(27위)
- 내일은 미스트롯 2 (2020) - Top112
- KBS 가요무대 (2024) - 1839회 (2024.3.4)
- KBS 아침마당 (2025) - 9837회 행.금.쌍쌍파티 (2025.2.7)

## 음반
- 넘버 원 (2018)
- 연약한 여자 (2019)
- 그대 바라기 (2020)
- 맛보고 가세요 (2020)
- 제 1회 대한민국 창작가요제 (2020)
- 맛보고 가세요 (Remix) (2020)
- 주르륵 (2021)
- 눈물잔 (2021)
- New 사랑과 전쟁 OST Part.1 (2021)
- 잔인한 사랑 with 숙행 (2022)
- 어금니 (2022)
- 사랑의 미끼 (2022)

## 공연
- 뽕디스빠뤼 in 밀양 (2023)
- EuReKa 콘서트 우리 (2022)
- 양구 시래기 사과축제 (2022)
- 꽃길만 걸어요 서울숲 mc 가수 (2022)
- 금산인삼축제 k드라마 ost콘서트 mc (2022)
- 김제 지평선 축제 (2022)
- 양주 천일홍축제 (2022)
- 양구배꼽축제 (2022)
- 찾아가는 전국민 희망콘서트 청주 무심천 (2022)
- 찾아가는 전국민 희망콘서트 서천 (2022)
- 양구곰취축제 (2022)
- 찾아가는 전국민 희망콘서트 파주 (2021)
- 유쾌한 혜진이 유쾌한 콘서트 (2021)
- 경기도 평화의 소녀상 파이널 콘서트 (2021)

## 수상
- 한국을 빛낸 자랑스런 한국인 100인 대상(2023)
- 제2회 대한가수협회를 빛낸 인물 감사패 (2023)
- 제3회 K-연예스타 나눔봉사공헌대상 (2022)
- 재능나눔공헌대상 창조혁신경영대상(2022)
- 아침마당 도전꿈의 무대 최고의 가수상 김진철&혜진이(2020)
- 대한민국 문화예술대상 인기가수 mc대상 (2019)

## 경력
- 강원도 양구군 홍보대사 (2022)
- 경기도 양주시 천일홍축제 홍보대사 (2022)
- 경기마을교육공동체 사회적협동조합홍보대사 (2022)
- 피카디리 엑스포 홍보대사 (2019)
- 한국대학홍보협의회 홍보대사 (2019)
- 러시아 이르쿠츠크 홍보대사 (2017)

## 뮤지컬
- 빨래 (2013)
- 젊음의 행진 (2011)